# Vårtsjötjärnarna (Anundsjö socken, Ångermanland, 705544-159068)
Vårtsjötjärnarna är en sjö i Örnsköldsviks kommun i Ångermanland och ingår i Moälvens huvudavrinningsområde.